# Bartosz Rakoczy
Bartosz Franciszek Rakoczy (ur. 25 stycznia 1973 w Mogilnie) – polski prawnik, radca prawny, profesor nauk prawnych, specjalizujący się w prawie cywilnym, prawie kanonicznym i wyznaniowym, prawie konstytucyjnym oraz prawie ochrony środowiska.

## Życiorys
W 1992 ukończył I Liceum Ogólnokształcące im. Jana Kasprowicza w Inowrocławiu i podjął studia na Wydziale Prawa i Administracji Uniwersytetu Mikołaja Kopernika w Toruniu. Ukończył je w 1997, pod opieką prof. Władysława Bojarskiego i kontynuował edukację w studium doktoranckim. Stopień doktora nauk prawnych uzyskał w 2001 na podstawie rozprawy pt. Problem uprawnień i obowiązków majątkowych zakonnika w prawie kanonicznym i polskim prawie cywilnym napisanej pod kierunkiem o. prof. Bronisława Zuberta. Stopień doktora habilitowanego nauk prawnych uzyskał w 2006 na podstawie dorobku naukowego oraz rozprawy pt. Ograniczenie praw i wolności jednostki ze względu na ochronę środowiska w Konstytucji Rzeczypospolitej Polskiej. 16 stycznia 2012 został nominowany przez prezydenta RP Bronisława Komorowskiego profesorem nauk prawnych.
Od 2001 pracuje na Wydziale Prawa i Administracji UMK, początkowo w Katedrze Prawa Rolnego, potem w Katedrze Prawa Ochrony Środowiska, której od 2007 roku jest kierownikiem (od 2019 wskutek ograniczania liczby katedr na WPIA UMK, pozostaje kierownikiem Katedry Prawa Ochrony Środowiska i Publicznego Prawa Gospodarczego). Pracuje także na Wydziale Administracji i Nauk Społecznych Uniwersytetu Kazimierza Wielkiego, gdzie prowadzi m.in. przedmioty: prawo zobowiązań, prawo wyznaniowe i gospodarka nieruchomościami. Jako adwokat pracuje również w Gnieźnieńskim Trybunale Metropolitarnym.
Jest członkiem Polskiego Towarzystwo Prawa Wyznaniowego oraz kolegium redakcyjnego czasopisma Przegląd Prawa Wyznaniowego. W 2009 został powołany przez Ministra Środowiska w skład Państwowej Rady Ochrony Przyrody.

## Wybrane publikacje
- Prawo ochrony środowiska. Wybór przepisów, Toruń 2003, ISBN 83-7285-135-2
- Podstawy prawa ochrony środowiska, Warszawa 2004 (wspólnie z Błażejem Wierzbowskim), ISBN 83-7334-275-3
- Ograniczenie praw i wolności jednostki ze względu na ochronę środowiska w Konstytucji Rzeczypospolitej Polskiej Toruń, 2006, ISBN 978-83-7285-275-5
- Umowa o zaopatrzenie w wodę i odprowadzenie ścieków, Warszawa 2007, ISBN 978-83-7334-714-4
- Prawo ochrony środowiska. Komentarz, Warszawa 2008 (wspólnie ze Zbigniewem Bukowskim, Janiną Ciechanowicz-McLean), ISBN 978-83-7334-876-9
- Ustawa o stosunku Państwa do Kościoła Katolickiego w Rzeczypospolitej Polskiej. Komentarz, Warszawa 2008, ISBN 978-83-7601-014-4
- Ustawa o zapobieganiu szkodom w środowisku i ich naprawie. Komentarz, Warszawa 2008, ISBN 978-83-7334-916-2
- Prawo ochrony środowiska w kazusach, Toruń 2008, ISBN 978-83-7285-418-6
- Regulaminy zbiorowego zaopatrzenia w wodę i zbiorowego odprowadzania ścieków i utrzymania czystości i porządku w gminie, Warszawa 2008, ISBN 978-83-7620-036-1
- Prawo ochrony przyrody, Warszawa 2009, ISBN 978-83-255-0784-8
- Służebność przesyłu w praktyce, Warszawa 2009, ISBN 978-83-7620-199-3
- Prawo gospodarki komunalnej, Warszawa 2010, ISBN 978-83-7620-402-4
- Ocena prawna wpływu health check na przyszłość Wspólnej Polityki Rolnej: zbiór ekspertyz w ramach projektu badawczego (redakcja naukowa) Toruń 2010, ISBN 978-83-7285-537-4
- Ciężar dowodu w polskim prawie ochrony środowiska, 2010, ISBN 978-83-264-0318-7
- Ustawa o lasach: komentarz Warszawa 2011, ISBN 978-83-264-0657-7
- Wybrane problemy prawa leśnego (redakcja naukowa) Warszawa 2011, ISBN 978-83-264-0661-4